# Apache Kudu
Apache Kudu est un data store (en) libre et open source orienté colonne pour l'écosysteme Hadoop libre et open source. Il est compatible avec la plupart des frameworks de traitements de données de l'environnement Hadoop. Il fournit une couche complète de stockage afin de permettre des analyses rapides sur des données volumineuses.
Le projet  d'Apache Kudu a commencé comme projet interne chez Cloudera La première version d'Apache Kudu 1.0 a été publié le 19 septembre 2016.